# Сава Готски
Свети Сава Готски је био хришћански мученик и светац. Рођен је у хришћанској породици 334. године у селу у долини реке Бузау (рум. Buzău), у Дакији (данашња Румунија). У то доба аријански свештеник Улфила је проповедао хришћанство међу Готима, док је Сава то исто радио међу онима који су већ били крштени. Водио је миран и повучен живот у молитви и проповедао хришћанство. Био је појац у цркви коју је водио његов духовни вођа, св. Сансал. Њих двојица су вршили мисионарске послове у долини реке Бузау ширећи хришћанство међу паганским Дачанима и Готима.
Око 370. године готски краљ Атанарих, који се населио у Дакији, отпочео је прогон хришћана на својој територији. Многи готски принчеви и судије под утицајем паганских свештеника, почели су да прогањају хришћане и да их терају да једу месо животиња принетих на жртву паганским идолима. Многи пагани, у циљу да заштите своје рођаке који су примили хришћанство од прогона и смрти, замењивали су жртвено месо обичним месом. Многи хришћани су пристали на ову превару, међутим Сава је устао против тога и изјавио како хришћани треба да отворено практикују своју веру. Због тога су га сељани прво протерали из села, међутим, касније су га молили да се врати. Кад су прогони постали све чешћи и бруталнији, житељи Савиног села су отишли код локалног судије и заклели се да међу њима нема хришћана, али Сава је отворено рекао да је он хришћанин и прекорео их што су се клели у његово име. Онда су сељани рекли да у селу има само један хиршћанин, а судија кад је видео Саву у његовој више него скромној одећи, закључио је да он не може никоме наудити те га је пустио да иде.
„Мучеништво св. Саве Готског“ наводи да су 372. године на трећи дан Ускрса, Атанарихови војници под вођством заповедника Атарида дошли у село где је живео Сава и заробили Саву и Сансала, који се био скоро вратио из Грчке. Саву су вукли голог по трњу и бичевали га, али ујутру кад су дошли, војници нису могли чудом да се начуде јер Савино тело није имало ни једне једине ране. Атаридови људи су га опет тукли цео дан, а увече га је нека побожна жена, видевши га како пати, ослободила. Међутим, Сава је почео да јој помаже у кућним пословима. Онда су и Сансала и Саву обесили о кућни кров и терали их да једу месо од жрвованих животиња. Сава и Сансал су одбили. Кад је Сава питао: „Ко је послао ово месо?“, одговорише му: „Господар Атарид.“, међутим, Сава рече: „Постоји само један Господ Бог који је на небесима.“ Чувши тај одговор, један од слугу се разљутио и пробо Саву копљем кроз груди, на шта ће му Сава рећи: „Твој ударац је за мене био као да си ме ударио меком вуном.“
Атарид је онда наредио да се Сава убије. Војници су га одвели на реку с намером да га баце у воду да се удави. Међутим, слуге се поколебаше и хтедође да га пусте, али Сава им рече да морају послушати наређење и да он види да анђели чекају спремно на долазак његове душе. Након тога, војници су му везали око врата канап са великим комадом дрвета на другом крају и бацили га у реку. Касније су извадили мртво Савино тело и оставили га на обали, које су хришћани потом сакрили.
Око 373. или 374. скитски краљ Јуније Соранос (лат. Junius Saran), пренео је његове мошти у Кападокију где их је примио Василије Велики на дан 1. јануар. Уз мошти, Василију је било предато и писмо под називом „Епистола божје цркве у Готији божјој цркви у Кападокији и свим локалним црквама Свете универзалне цркве“. Ово писмо се сматра једним од најстаријих писама која су састављена на тлу данашње Румуније и написано је на грком, а вероватно га је написао св. Бретаније из Томија (данас град Констанца у области Добруџа).
Сава је страдао 12. априла, а православна црква га слави 15. априла, а римокатоличка црква 28. априла.